# Malgrat de Mar
Malgrat de Mar là một thị trấn của Maresme, trên địa bàn tỉnh Barcelona, Catalunya, Tây Ban Nha. Nó nằm trên bờ biển giữa Santa Susanna và Blanes. Một con đường lộ địa phương chạy từ thị trấn đến đường chính N-II, trong khi đường B-682 kết nối thị trấn với Blanes, Lloret de Mar và Tossa de Mar. Thị trấn này có một ga đường sắt RENFE trên trục đường sắt nối Barcelona và Maçanet-Massanes.